# Agencias de prensa en España y Latinoamérica
Existen varias agencias de prensa o de noticias en España y Latinoamérica, las cuales recogen noticias de sus corresponsales en distintos lugares de su área de actividad y las transmiten inmediatamente a la central, donde, después de elaborar la información, la distribuyen por medios electrónicos, a sus clientes (radios, diarios, revistas, televisoras o portales). Los clientes pagan en función de los servicios recibidos, que pueden ser de muy distinta índole (noticias en formato texto, fotografías, vídeos o infografías), aunque habitualmente se paga mensualmente en forma de abono por los servicios pactados: información nacional, internacional, servicio gráfico.
Muchos de los países de Latinoamérica han creado agencias de noticias estatales, con diversos objetivos. Existen dieciséis agencias de noticias en Latinoamérica propiedad de los Estados. A comienzos del siglo XXI existe en Latinoamérica una pelea por la hegemonía en cuanto a la producción y distribución de información entre  agencias privadas y estatales. El contenido informativo de una importante proporción de las agencias de propiedad de los estados se adecua en gran medida y se orienta según las visiones y conceptos  estratégicos de esos Estados; además en ciertos casos algunas agencias se han alineado y producido material exclusivamente de acuerdo a las  necesidades políticas de los distintos gobiernos.

## Lista de las principales agencia de noticias en España y Latinoamérica
- Latin America News Agency -  Argentina
- Agência Brasil - Brasil
- Agencia Efe - España
- Servimedia - España
- Colpisa - España
- Télam - Argentina
- Atlas News - España
- ANDINA - Perú
- ACI Prensa
- Prensa Latina - Cuba
- Notimex - México